# The Girl with the Dragon Tattoo
The Girl with the Dragon Tattoo (titulada La chica del dragón tatuado en Hispanoamérica y Millennium: los hombres que no amaban a las mujeres en España) es una película de 2011 basada en la novela sueca Los hombres que no amaban a las mujeres, la primera de la saga Millennium. Está dirigida por David Fincher y protagonizada por Daniel Craig y Rooney Mara. Ganadora de un Oscar a Mejor edición, la película se estrenó el 21 de diciembre de 2011 en Estados Unidos y Canadá.

## Sinopsis
El periodista Mikael Blomkvist (Daniel Craig), copropietario de la revista Millennium de Suecia, es acusado de difamación y sentenciado a pagar 600 mil coronas al empresario Hans-Erik Wennerström, enfrentando la quiebra. En esa situación es contactado por Henrik Vanger (Christopher Plummer), un anciano y acaudalado industrial, relacionado con una familia muy poderosa con muchos años de participación en el surgimiento de la economía del país.
Henrik Vanger le ofrece un interesante trabajo: si en el plazo de un año descubre lo que ha pasado con su sobrina, si la mataron o cuál de sus familiares mató a su sobrina Harriet en una isla de vacaciones de la familia al norte de Suecia, quien desapareció sin dejar rastro hace 40 años y ahora sería la heredera, recibirá la información reservada sobre su enemigo, que antes trabajaba en una de sus industrias, que demostrará que él es inocente y podrá recuperar su prestigio profesional. 
Así será como con la ayuda de Lisbeth Salander (Rooney Mara), una extraña chica de complexión delgada y baja estatura, con una estética entre gótica y punk, tiene pírsines y tatuajes en el cuerpo, fumadora, borracha empedernida y bisexual, poseedora de una inteligencia extraordinaria y memoria fotográfica, es experta en informática, investigadora privada y una de los mejores hackers de su país, actuando bajo el pseudónimo de «Wasp» («avispa» en inglés). 
En Estocolmo, el periodista deshonrado Mikael Blomkvist se está recuperando de una demanda por difamación presentada en su contra, esto pone a prueba su relación sentimental con la socia comercial en la revista y amante casada con un amigo, la hermosa Erika Berger. 
Salander compila una extensa verificación de antecedentes sobre Blomkvist para el rico empresario del acero Henrik Vanger, su contratista secreto, quien luego ofrece a Blomkvist un acuerdo cuando visita su mansión al norte de Suecia: entregar pruebas, información y secretos contra su enemigo Wennerström, a cambio de investigar la desaparición de hace 40 años y el presunto asesinato de la sobrina de Henrik, la joven Harriet de 16 años. 
Todos los años Vanger ha recibido una flor prensada enmarcada, del mismo tipo que Harriet siempre le regalaba en su cumpleaños antes de desaparecer, esto lo lleva a creer en el asesino de Harriet se está burlando de él o que ella podría estar viva, Blomkvist acepta el trabajo de investigador periodístico y se muda a una casa de campo en la finca de la familia Vanger, al norte de Suecia en la isla privada Hedestad.
El tutor designado por el estado a la joven Salander, Holger Palmgren, sufre un derrame cerebral y es reemplazado por el burócrata Nils Bjurman, un sádico, corrupto y perverso empleado público, quien pasa a controlar las finanzas de Salander y la extorsiona pidiendo favores sexuales para entregarle dinero, cuando ella necesita comprar una nueva computadora, porque la anterior se dañó en un intento de robo en el Metro. Bjurman la amenaza con internarla en un hospital psiquiátrico si lo denuncia. 
En una nueva reunión para entregarle dinero, Nils la cita en su departamento, sin saber que ella tiene una mochila con una cámara de vigilancia y está grabando en secreto el encuentro. Allí, Nils encadena a Salander a su cama y la viola brutalmente. En el siguiente encuentro, ella planea vengarse de su atacante y le tiende una trampa, le pide dinero nuevamente en su departamento, le aplica una pistola eléctrica a Nils, lo aturde y ata, lo viola analmente con un consolador metálico y le tatúa "Soy un cerdo violador" en el pecho. 
Usando la grabación secreta capturada del anterior encuentro, la muestra y lo chantajea para asegurar su independencia financiera, que él no la perjudique, presente informes favorables sobre su salud mental y no tenga más contacto con ella, y le debe entregar el dinero del subsidio social del gobierno.
El periodista Blomkvist explora la isla y entrevista a varios miembros de la familia Vanger, encubierto como trabajando haciendo un reportaje económico sobre esa familia. Descubre que algunos eran simpatizantes de los nazis durante la Segunda Guerra Mundial, cuando Alemania invade Suecia. 
Descubre una lista de nombres y números anotados en una libreta, que la policía nunca pudo relacionar con el acontecimiento sin resolver, cuando su hija de visita, la joven Pernilla, nota como referencias de versículos bíblicos anotados en una libreta bajo investigación, alerta a su padre y esto cambia el curso de la investigación, a la existencia de un asesino en serie en la familia. 
Blomkvist descubre que Salander lo había investigado ilegalmente, pero en lugar de denunciarla a la policía, la visita en su departamento, habla con ella, y le ofrece un trato, invitándola a participar en la misión de descubrir a un asesino de mujeres, que permanece oculto porque logró escapar de la justicia durante muchos años. 
Ella descubre una conexión entre la lista de visitas de negocios de la empresa a diferentes ciudades del país y numerosas mujeres jóvenes, brutalmente asesinadas entre los años 1947 y 1967, lo que indica la existencia de un asesino en serie en la familia, muchas de las víctimas tienen nombres judíos y los asesinatos podrían haber sido motivados por el antisemitismo. 
Una mañana, Blomkvist encuentra en la puerta el cadáver mutilado de su gato adoptado, y sospecha estar más cerca del asesino. Otra noche, mientras camina al aire libre, una bala de un cazador le roza la frente; Salander lo encuentra y cura sus heridas, y tienen relaciones sexuales en la cabaña utilizada como centro de investigación. Blomkvist comienza a sospechar de Martin, el hermano de Harriet y jefe operativo del imperio Vanger. Salander también descubre evidencia sobre que el difunto padre de Harriet, Gottfried, y más tarde Martin, cometieron los abusos contra mujeres y los asesinatos en serie en el país.
Blomkvist entra a la noche en la mansión de Martin para obtener más pruebas de su participación en los asesinatos, pero Martin llega en forma sorpresiva y lo atrapa, captura y mete a Blomkvist en su sótano secreto, especialmente preparado para torturar y asesinar mujeres durante años, dejándolo inconsciente con gas y sujetando colgado con cadenas. Martin se jacta de haber violado y matado muchas mujeres durante décadas, como su padre, pero dice no saber nada sobre Harriet.
Cuando Martin está a punto de matar a Blomkvist, Salander llega a la casa para decirle que ha descubierto que Martin es el asesino en serie, los busca sospechando algo malo está pasando, ataca a Martin con un palo del golf en la cara y lo obliga a huir en su vehículo todoterreno por el puente de la isla. Ella lo persigue en su motocicleta y una pistola para detenerlo, él se sale de la carretera resbalosa por el invierno y golpea un camión tanque de gas propano para calefacción, hace volar el auto, se incendia y lo mata. Salander cuida a Blomkvist para recuperar su salud y confiesa que cuando era niña, fue internada en una institución después de intentar quemar vivo a su padre.
Ellos siguen trabajando juntos para encontrar a Harriet, porque parece que ella escapa de esa familia e inician un romance. Deducen que Harriet está viva y escondida en algún lugar. Viajando a Londres se enfrentan a la prima de Harriet, una mujer rubia y alta llamada Anita, es una mujer refinada y de vida cómoda, aislada de la familia de Suecia. 
Lisbeth interviene su computador con hackers contratados en Inglaterra, para determinar si ella conoce a Harriet, se puede comunicar con ella y llamarla por teléfono, y logran descubrir que ella es Harriet, oculta en Inglaterra. Harriet les revela su secreto: su padre Gottfried abusó sexualmente de ella cuando tenía 14 años, durante todo un año antes de poder defenderse, matándolo accidentalmente en una pelea. 
Su hermano Martin continuó el abuso después de la muerte de Gottfried. Su prima, Anita, la ayuda a escapar de la isla y dejó que Harriet asumiera su identidad en Londres. Vivieron todos juntos, hasta que Anita y su esposo murieron años más tarde en un accidente automovilístico, Harriet hereda su fortuna y vive oculta con el nombre de su prima. Finalmente, libre de su hermano, Harriet regresa a Suecia y, entre lágrimas, se reúne con su tío Henrik.
Como prometió, Henrik le da a Blomkvist información contra Wennerström, con un pago importante por el éxito de su investigación, en donde Salander trabaja como su ayudante, pero resulta información obsoleta, inútil y no muy grave, para tener éxito en un tribunal moderno. Salander revela que había pirateado las cuentas de Wennerström y le da a Blomkvist pruebas de los crímenes de Wennerström, pero e simposible presentarlas en un juicio, pero Blomkvist las publica en un editorial mordaz, arruinándolo y llevando a Blomkvist a la fama nacional. 
Salander tiene un plan para estafar al criminal, le pide dinero prestado a Blomkvist, viaja a Suiza en secreto disfrazada de una mujer mayor, rubia y más gruesa, empresaria y colaboradora de Wennerström, y saca dos mil millones de Euros de las cuentas secretas de Wennerström, que había obtenido trabajando como hacker de sus computadoras y se roba millones de Euros, que los convierte en bonos de empresas al portador para que los mafiosos perjudicados no la puedan rastrear y comparte una parte de esa fortuna con otros agentes de bancos para mantenerla oculta, no hacer preguntas y facilitar el fraude.
Wennerström es luego asesinado en un aparente tiroteo entre bandas rivales, al sentirse engañadas por el retiro de dinero del banco de Suiza y la desaparición de la misteriosa mujer rubia, considerada su socia trabajando para él en secreto y poder retirar el dinero de los bancos, y estafando a sus socios de las mafias.
Ella regresa a Suecia, oculta el dinero en bonos de empresas al portador y se mantiene en la clandestinidad, sin llamar la atención para no ser descubierta por las bandas de criminales y las mafias que buscan el dinero robado, en su camino para darle a Blomkvist un regalo de Navidad y una carta personal en donde revela sus sentimientos por él, una chaqueta de cuero de lujo y muy cara de motociclista. Salander lo ve con su socia Erika saliendo juntos de las oficinas de la revista, para ir a cenar como amantes. Ella descarta el regalo, lo bota en un tacho de basura y se marcha en su motocicleta para vivir en soledad.

## Elenco
- Daniel Craig como Mikael Blomkvist
- Rooney Mara como Lisbeth Salander
- Christopher Plummer como Henrik Vanger
- Stellan Skarsgård como Martin Vanger
- Steven Berkoff como Dirch Frode
- Yorick van Wageningen como Nils Bjurman
- Joely Richardson como Harriet Vanger
- Goran Višnjić como Dragan Armansky
- Donald Sumpter como el detective Morell
- David Dencik como el joven Morell.
- Ulf Friberg como Hans-Erik Wennerström
- Geraldine James como Cecilia Vanger
- Embeth Davidtz como Annika Giannini
- Josefin Asplund como Pernilla Blomkvist
- Per Myrberg como Harald Vanger
- Gustaf Hammarsten como el joven Harald
- Arly Jover como Liv
- Tony Way como Plague
- Fredrik Dolk como Bertil Camnermarker
- Alan Dale como el detective Isaksson
- Leo Bill como Trinity
- Élodie Yung como Miriam Wu
- Joel Kinnaman como Christer Malm

## Producción
The Girl with the Dragon Tattoo es una adaptación de la novela del ya difunto Stieg Larsson: Los hombres que no amaban a las mujeres (2005). Esta versión fue dirigida por David Fincher y se basó en un guion adaptado por Steven Zaillian. A principios de 2010, el productor Scott Rudin comenzó a desarrollar el proyecto bajo el marco de Columbia Pictures y en abril llegó el director.
Craig fue elegido en julio de 2010 (con opciones para repetir el papel en las próximas dos películas) y Mara en agosto (aunque el papel había llamado la atención de muchas actrices, algunas finalmente retiraron su nombre al considerar los bajos cachés para el tiempo de rodaje requerido).[cita requerida]

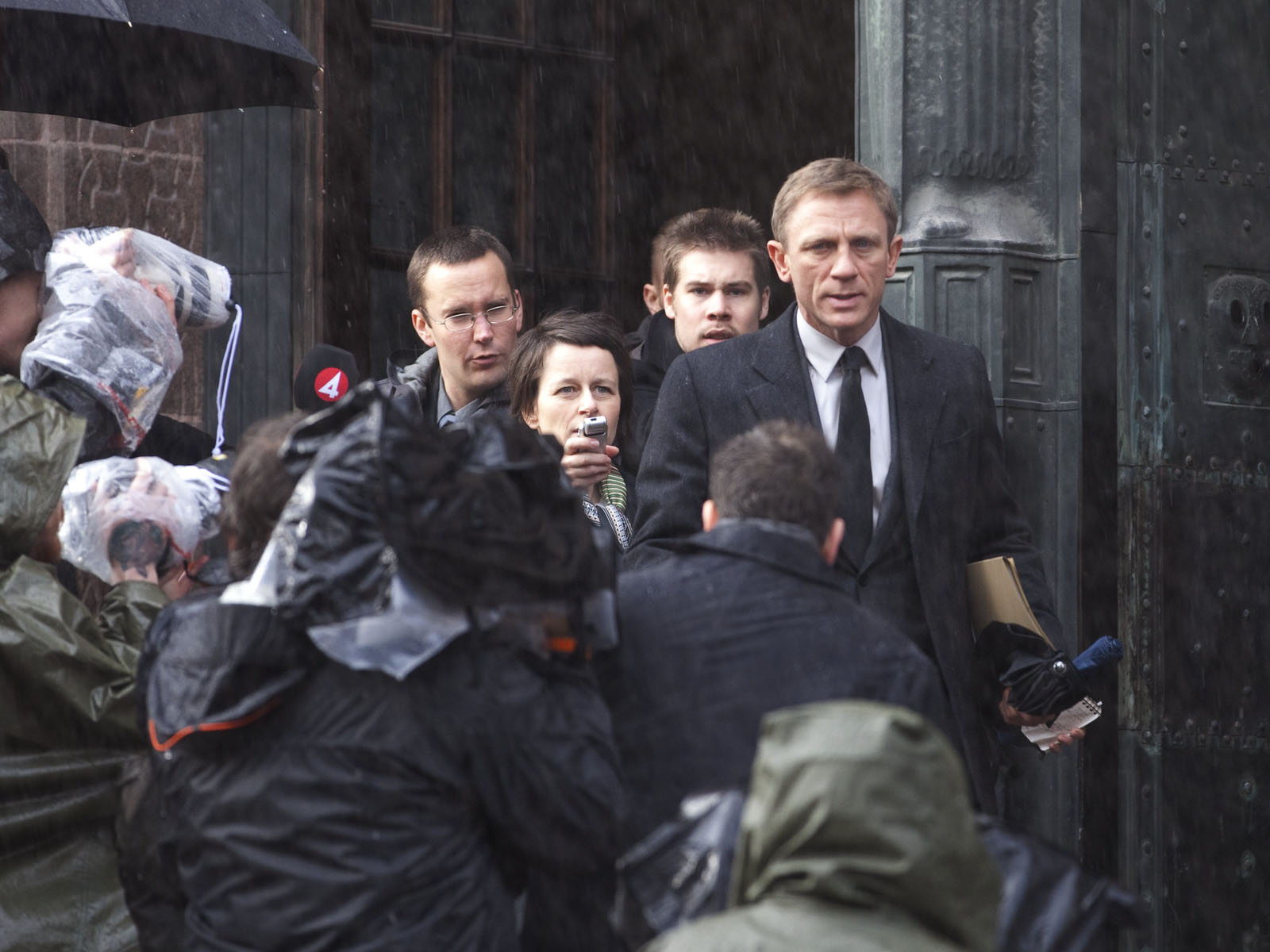
Craig en 2011 en Estocolmo, durante el rodaje.

- El rodaje comenzó en Estocolmo (Suecia) en septiembre de 2010 y se trasladó a Zúrich (Suiza) a principios de diciembre, antes del parón de las festividades navideñas. La producción se reanudó en los estudios Sony y Paramount (Los Ángeles), antes de regresar a Suecia en primavera. En mayo de 2011, Metro-Goldwyn-Mayer se convirtió en un co-financiador, y colocó 20 por ciento del presupuesto de la película y consiguió algunos derechos internacionales de televisión.
- Por otro lado, Jeff Cronenweth reemplazó al director de fotografía Fredrik Backar después de ocho semanas.
- El 28 de mayo de 2011 un tráiler de banda roja de la película se filtró en Internet, pero fue dado de baja por Sony. Se presentó un cover de la canción Immigrant Song de Led Zeppelin, esta vez interpretado por Trent Reznor; Atticus Ross y Karen O. Sin embargo, algunos han especulado que esto era parte de un truco publicitario elaborado por Sony, ya que la calidad de sonido e imagen eran demasiado buenas para ser de una grabación de mano, así como el tráiler que lleva la clasificación R rojo por la MPAA exclusiva en tráileres en los Estados Unidos, a pesar de ser supuestamente filmado en un cine de Europa del Este. Sony ha lanzado un tráiler similar con banda verde.
- El 10 de agosto se lanzó el sitio de Internet renovado, ahora con fichas personales de cada uno de los personajes principales; además, el sitio incluye música que es de la colaboración entre Reznor y Ross.
- El papel de Mikael Blomkvist, interpretado por Daniel Craig, fue ofrecido a George Clooney, Johnny Depp, Viggo Mortensen y Brad Pitt.

## Premios y nominaciones
Premios Óscar
| Año  | Categoría               | Nominado(a)                                        | Resultado |
| ---- | ----------------------- | -------------------------------------------------- | --------- |
| 2011 | Mejor actriz            | Rooney Mara                                        | Candidata |
| 2011 | Mejor fotografía        | Jeff Cronenweth                                    | Candidato |
| 2011 | Mejor montaje           | Kirk Baxter Angus Wall                             | Ganadora  |
| 2011 | Mejor mezcla de sonido  | Ren Klyce Michael Semanick David Parker Bo Persson | Nominados |
| 2011 | Mejor edición de sonido | Ren Klyce                                          | Candidato |

Globos de Oro
| Año  | Categoría           | Nominado(a)               | Resultado |
| ---- | ------------------- | ------------------------- | --------- |
| 2011 | Mejor actriz- drama | Rooney Mara               | Candidata |
| 2011 | Mejor banda sonora  | Trent Reznor Atticus Ross | Nominados |

Premios BAFTA
| Año  | Categoría          | Nominado(a)               | Resultado |
| ---- | ------------------ | ------------------------- | --------- |
| 2011 | Mejor banda sonora | Trent Reznor Atticus Ross | Nominados |
| 2011 | Mejor fotografía   | Jeff Cronenweth           | Candidato |